# Trochoideus americanus
Trochoideus americanus es una especie de coleóptero de la familia Endomychidae.

## Distribución geográfica
Habita en Colombia, Panamá y Bolivia.